# Arhopala itama
Arhopala itama är en fjärilsart som beskrevs av Ribbe 1926. Arhopala itama ingår i släktet Arhopala och familjen juvelvingar. Inga underarter finns listade i Catalogue of Life.